# Gabriela Mistral
Gabriela Mistral (7 tháng 4 năm 1889 - 10 tháng 1 năm 1957), tên thật là Lucila Godoy de Alcayaga, là nhà giáo dục, nhà ngoại giao, nhà thơ người Chile đoạt giải Nobel Văn học năm 1945.

## Tiểu sử
Gabriela Mistral làm giáo viên trường làng từ năm 16 tuổi và sau đó trở thành hiệu trưởng của nhiều trường trung học. Khi còn là một cô giáo phụ giảng ở trường làng, cô gái Lucia Godoy de Alcayaga yêu chàng công nhân đường sắt có tên là Romelio Ureta. Sau một thời gian hai người đính hôn nhưng chưa làm lễ cưới vì họ rất hay cãi nhau. Trong một lần xích mích, không hiểu gay gắt đến mức nào mà cuối cùng chàng trai đã chọn cho mình cái chết bằng cách treo cổ tự tử. Cô gái vô cùng đau đớn vì cái chết này và chính trong những ngày đau đớn tột cùng đã viết ra những bài thơ đầu tiên: Sonnetos de la Muerte (Những bài sonnê của cái chết). Ba bài sonnê mang một cái tên chung này được tặng giải nhất trong cuộc thi thơ ở thủ đô Santiago có tên Juegos Florales (Thi hoa). Vì ngại rằng những bài thơ tình kia có thể ảnh hưởng không tốt đến nghề giáo nên cô đã lấy bút danh là Gabriela Mistral. Đây là tên của nhà văn Ý, Gabriele d'Annunzio và họ của nhà thơ người Provence, Frédéric Mistral (giải Nobel Văn chương năm 1904) – những người mà cô giáo Lucia Godoy yêu mến nhất.
Năm 1922 in tập thơ Desolación (Tuyệt vọng) gây chấn động trên văn đàn Mỹ Latinh. Cũng trong năm này bộ trưởng giáo dục México mời bà làm cố vấn cho cải cách giáo dục ở Mexico. Sau đó bà là thành viên của Ủy ban Văn hóa Liên minh các quốc gia, là lãnh sự của Chile ở nhiều nước và giảng viên của nhiều trường đại học. Bà có ảnh hưởng rất quan trọng đối với hệ thống giáo dục của Chile và Mexico. Từ năm 1924, bà được giao trọng trách điều hành tòa lãnh sự Chile lần lượt tại các nước Nepal, Ý, Tây Ban Nha, Bồ Đào Nha, Brasil và Mỹ. Bà cũng là thành viên của Ủy ban Văn hóa Liên minh các quốc gia. Bà đã được nhận bằng danh dự của các trường Đại học Firenze, Guatemala và là giảng viên của trường Middlebury College, Đại học Columbia, Vassar College và Đại học Puerto Rico. Tuy nhiên, điều làm bà nổi tiếng không phải là sự nghiệp giáo dục, chính trị, mà là thơ văn.
Thơ của Gabriela Mistral có một khát vọng và nỗi đam mê hiếm thấy, mà đặc biệt, là những suy ngẫm về cái chết – điều chưa từng có trước đó trong thơ ca bằng tiếng Tây Ban Nha. Thơ của bà được dịch ra nhiều thứ tiếng trên thế giới (trong đó có tiếng Việt). Nhiều nhà thơ lớn Mỹ Latin chịu sự ảnh hưởng của phong cách thơ Mistral. Năm 1945 bà được trao giải Nobel, trở thành người Mỹ Latin đầu tiên đoạt giải thưởng này. Gabriela Mistral mất tại New York.

## Tác phẩm
- Sonnetos de la Muerte (Những bài sonnet của cái chết, 1914), thơ
- Desolación (Nỗi tuyệt vọng, 1922), thơ
- Ternura (Dịu dàng, 1924), thơ
- Tala (Hủy diệt, 1938), thơ
- La palabra maldita (Lời nguyền xa, 1950), tiểu luận
- Lagar (Máy ép, 1954), thơ
- Poema de Chile (Thơ Chile, 1967) thơ
- Lagar II (Máy ép II, 1991), thơ

## Một bài thơ
| La Espera Inútil Yo me olvidé que se hizo ceniza tu pie ligero, y, como en los buenos tiempos, salí a encontrarte al sendero. Pasé valle, llano y río y el cantar se me hizo triste. La tarde volcó su vaso de luz ¡y tú no viniste! El sol fue desmenuzando su ardida y muerta amapola; flecos de niebla temblaron sobre el campo. ¡Estaba sola! Al viento otoñal, de un árbol crujió el blanqueado brazo. Tuve miedo y te llamé: "¡Amado, apresura el paso! Tengo miedo y tengo amor, ¡amado, el paso apresura!" Iba espesando la noche y creciendo mi locura. Me olvidé de que te hicieron sordo para mi clamor; me olvidé de tu silencio y de tu cárdeno albor; de tu inerte mano torpe ya para buscar mi mano; ¡de tus ojos dilatados del inquirir soberano! La noche ensanchó su charco de betún; el agorero búho con la horrible seda de su ala rasgó el sendero. No te volveré a llamar, que ya no haces tu jornada; mi desnuda planta sigue, la tuya está sosegada. Vano es que acuda a la cita por los caminos desiertos. ¡No ha de cuajar tu fantasma entre mis brazos abiertos! Volverlo a ver ¿Y nunca, nunca más, ni en noches llenas de temblor de astros, ni en las alboradas vírgenes, ni en las tardes inmoladas? ¿Al margen de ningún sendero pálido, que ciñe el campo, al margen de ninguna fontana trémula, blanca de luna? ¿Bajo las trenzaduras)de la selva, donde llamándolo me ha anochecido, ni en la gruta que vuelve mi alarido? ¡Oh,!no! ¡Volverlo a)ver, no importa dónde, en remansos de cielo o en vórtice hervidor, bajo unas lunas plácidas o en un cárdeno horror! ¡Y ser con él todas las primaveras y los inviernos, en un angustiado nudo, en torno a su cuello ensaggrentado! Dame la mano Dame la mano y danzaremos; dame la mano y me amarás. Come una sola flor seremos, come una flor, y nada más... El mismo verso cantaremos, al mismo paso bailarás. Como una espiga ondularemos, como una espiga, y nada más. Te llama Rosa y yo Esperanza: pero tu nombre olvidarás, porque seremos una danza en la colina, y nada más... El amor que calla Si yo te odiara, mi odio te daría En las palabras, rotundo y seguro Pero te amo y mi amor no se confía A este hablar de los hombres, tan oscuro Tú lo quisieras vuelto en alarido, Y viene de tan hondo que ha desecho Su quemante raudal, desfallecido Antes de la garganta, antes del pecho Estoy lo mismo que estanque colmado Y te parezco un surtidor inerte ¡Todo por mi callar atribulado que es mas atroz que entrar en la muerte! Rocío Esta era una rosa llena de rocío: éste era mi pecho con el hijo mío. Junta sus hojitas para sostenerlo: esquiva la brisa por no desprenderlo. Descendió una noche desde el cielo inmenso; y del amor tiene su aliento suspenso. De dicha se queda callada, callada: no hay rosa entre rosas más maravillada. Esta era una rosa llena de rocío: éste era mi pecho con el hijo mío. | Chờ trong vô vọng Em quên một điều, đã không còn nữa Những bàn chân rất mau lẹ của anh Và em bước ra như những ngày xanh Trên con đường để cùng anh gặp gỡ. Với bài hát em đi qua thung lũng Nhưng tội nghiệp thay giọng hát của em Còn buổi chiều đem chiếc cốc của mình Lật úp ngược, còn anh thì không đến. Và những tia mặt trời rắc lên Rồi cháy đỏ bừng lên trong nắng Trên cánh đồng sương còn dăng đường viền Còn em đây chỉ một mình… đứng lặng. Những cành cây gầy guộc héo hon Vẫn rung động, bồn chồn trong ngọn gió Khi đó em kêu lên trong nỗi sợ: "Anh ở đâu, hãy đến với em! Em yêu anh với một nỗi kinh hoàng Anh ở đâu, với em hãy đến!" Nhưng màn đêm chìm trong im lặng Cơn mê sảng của em không thể ngăn kìm. Em quên rằng anh đã chẳng còn nghe Những lời em điên cuồng gào gọi Em đã quên cái vẻ lặng câm kia Và màu trắng nặng chìm như chì thỏi. Đôi mắt em mở to lặng nhìn Chỉ đôi mắt mà chẳng còn lời nói Đôi bàn tay bất động của anh Đến tay em không thể nào với nổi. Đêm rót ra dải nhựa đen của mình Như nước vũng. Trên đồng đang vỗ cánh Và với giọng rì rào nghe khiếp đảm Vang lên lời dự đoán của cú đêm. Em từ nay sẽ chẳng còn gọi anh Những năm tháng của mình, anh đã sống Chỉ mình em vẫn dạo bước chân trần Hãy yên nghỉ, quên những điều lo lắng. Và sau này, trên con đường hoang vắng Em lại vội vàng chạy đến gặp anh Nhưng ảo ảnh xương thịt không trở thành Trong vòng tay của em giang rộng. Gặp lại anh Không còn nữa bao giờ – không đêm vắng Sao chập chờn, không giữa buổi bình minh Không buổi chiều trong mệt mỏi cháy lên. Không trên lối mòn, trên đồng, trong rừng nhỏ Chẳng bên sông dòng nước lặng thì thầm Và như mắt, ngời sáng giữa ánh trăng. Không còn dưới mái tóc rừng buông xõa Nơi em gọi anh, nơi em đợi, em chờ Không ở trong hang, nơi tiếng vọng em nghe. Không, dù không ở đâu nhưng còn gặp lại Giữa sao trời, trong bão tố cuồng điên Trong nước mắt đầy vơi, dưới mảnh trăng nguyền! Và sẽ cùng nhau bốn mùa xuân hạ thu đông Để những bàn tay sẽ dịu mềm hơn không khí Quanh vòng cổ tím bầm đầy vết máu của anh! Hãy đưa tay cho em Đưa tay cho em, chúng mình sẽ nhảy Đưa tay cho em và hãy chiều em Em như là bông hoa đơn lẻ vậy Một bông hoa – và chỉ thế thôi anh. Hòa nhịp hát, em cùng anh sưởi ấm Trong bước nhảy em hòa quyện thân mình. Như bông lúa đang dập dờn trên sóng Của gió đồng – và chỉ thế thôi anh. Anh Hoa hồng, còn em – Hy vọng nhé Nhưng anh sẽ quên tên tuổi của mình Để anh và em sẽ thành điệu nhảy Trên ngọn đồi – và chỉ thế thôi anh. Tình câm nín Giá mà em căm thù được anh như con thú Để căm thù trên gương mặt khi đến gặp anh Nhưng em yêu và tình yêu em thổ lộ Bằng lời của con người tăm tối, bấp bênh. Anh muốn lời tỏ tình trở thành thổn thức Muốn tiếng thì thầm của lửa, của vực sâu Nhưng với dòng chảy của mình bí mật Lời đốt lên – không phải của tim đâu. Em – sự im lặng của cửa sông nước mặn Và ngỡ như tia nước lặng của đài phun Sự im lặng của em đáng rủa nguyền, đau đớn So với cái chết thì nó còn tệ hại hơn! Giọt sương Xưa có bông hoa hồng Ướt đầm sương buổi sớm Đứa con ở trong tim Mãi cùng ta năm tháng. Bông hoa hồng co vào Để giọt sương giấu mặt Tránh ngọn gió bay cao Để giọt sương không mất. Giọt sương đi đến đây Từ bao la vũ trụ Và tình yêu trong đời Cho giọt sương hơi thở. Vì hạnh phúc, hoa hồng Im lặng hơn hết thảy Giữa tất cả hoa hồng Không ai vui nhường ấy. Xưa có bông hoa hồng Ướt đầm sương buổi sớm Đứa con ở trong tim Mãi cùng ta năm tháng. Bản dịch của Nguyễn Viết Thắng |